# Melicytus flexuosus
Melicytus flexuosus es una especie de planta fanerógama perteneciente a la familia Violaceae. Es endémico de Nueva Zelanda. 

## Descripción
Es un arbusto o árbol pequeño, que se produce en localidades dispersas en las Isla Norte y la Isla Sur de Nueva Zelanda.

## Taxonomía
Melicytus flexuosus fue descrita por Molloy & A.P.Druce y publicado en New Zealand J. Bot. 32: 114, en el año 1994.